# Parti national populaire (Québec)
Le Parti national populaire (PNP) est un parti politique québécois ayant existé entre 1975 et 1979.

## Histoire
Le parti fut fondé en raison de l'expulsion du député Fabien Roy du Ralliement crédiste. Ce dernier s'était fait élire à l'élection générale québécoise de 1973. Le 14 décembre 1975, il décide de faire équipe avec l'ancien ministre libéral Jérôme Choquette pour former un nouveau parti. Ce dernier en sera le chef. En août 1976, le PNP et l'Union nationale, dirigé par Rodrigue Biron, annonce la fusion de leurs deux partis, mais l'idée fut finalement abandonnée un mois plus tard.
Lors de l'élection générale de 1976, Roy est le seul candidat du PNP à se faire élire député de Beauce-Sud alors que Choquette termine en troisième position dans Outremont. Il démissionne alors comme chef du parti quelques mois plus tard, le 29 mars 1977. Fabien Roy le remplace.
Le 30 mars 1979, le Crédit social du Canada approche Roy pour qu'il devienne le chef de leur parti. Il accepte et démissionne de l'Assemblée nationale du Québec le 5 avril 1979. Le PNP cesse finalement toutes ses activités en 1980 et perd son statut de parti politique le 31 décembre 1983.

## Chefs
Le PNP n'a eu que deux chefs dans son histoire.
| Nom              | Chef                            |
| ---------------- | ------------------------------- |
| Jérôme Choquette | 14 décembre 1975 - 29 mars 1977 |
| Fabien Roy       | 29 mars 1977 - 5 avril 1979     |

## Source
- (en) Cet article est partiellement ou en totalité issu de l’article de Wikipédia en anglais intitulé « Parti national populaire » (voir la liste des auteurs).